# 鈴木直
鈴木 直（すずき ただし、1951年6月25日 - ）は、日本の古生物の研究者。元いわき市アンモナイトセンター主任研究員。フタバスズキリュウの発見者として著名。

## 経歴
生い立ち

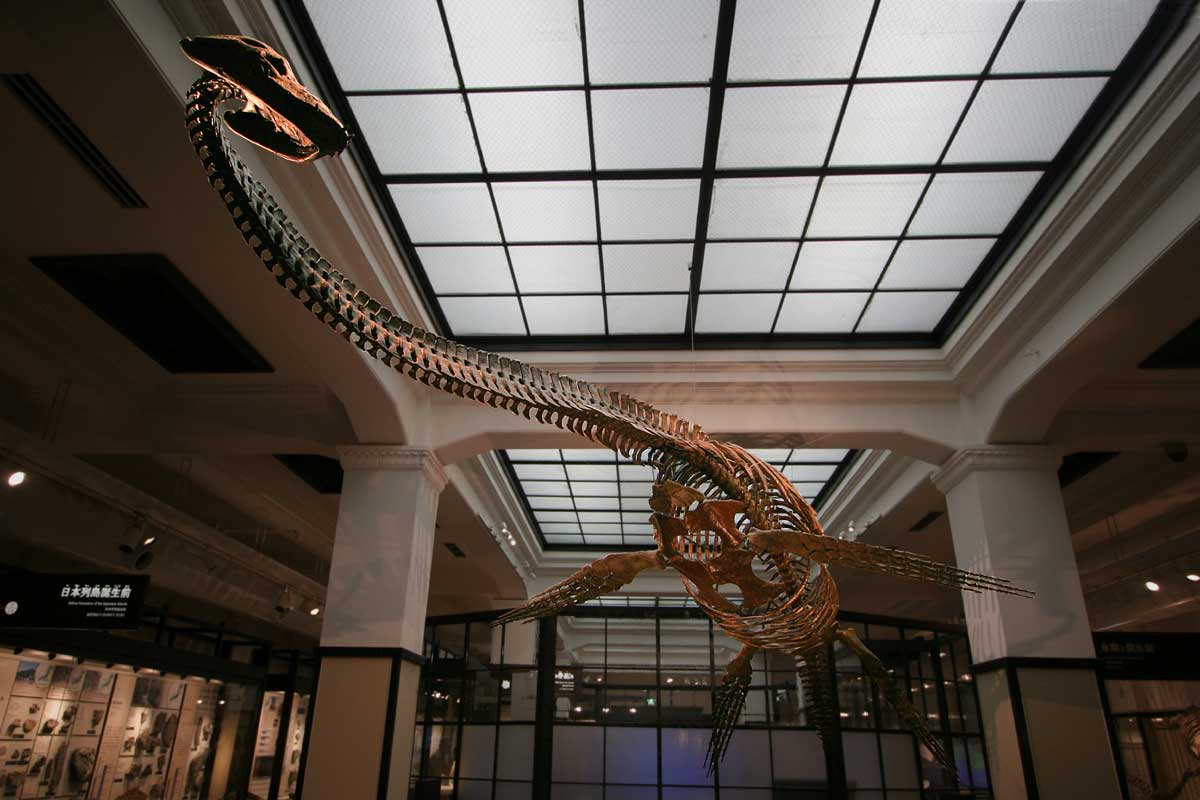
フタバスズキリュウ

福島県いわき市内郷生まれ。幼少の頃から化石に興味を持ち、その頃から化石探しを始める。中学2年生のときにいわき市北方に分布する双葉層群という地層の歴史が記された『阿武隈山地東縁のおい立ち』（柳澤一郎著）という本に出会い、伯母が住んでいたいわき市大久町入間沢の大久川付近を掘り始める。この双葉層群からは昭和初期に徳永重康・清水三郎両博士によって首長竜の頸椎骨と思われる化石が発見、報告されている（但し発見された化石は不完全で、その化石を首長竜のものと断定するには不十分であった）。
発見
1968年（昭和43年）10月、福島県立平工業高校2年生のときに、伯母の家から300mほど離れた大久川河岸に露出していた双葉層群玉山層でサメの歯の化石を発見、さらに発掘を続け、付近から首長竜の脊椎骨の化石を発見する。やがて連絡を受けた国立科学博物館の小畠郁生・長谷川善和両博士が発掘に参加する。科博の予算の関係により全形の復元までに4年を要した。発掘されたのはほぼ完全な個体1頭分と子供を含む6頭分の部分化石である。特に前者の全長は約6.5mにおよび、環太平洋岸アジア地域でこれほどまとまった骨格が発見されたのは初めてであった。
命名
他の種との比較研究などに長年が費やされ、発見から38年たった2006年（平成18年）、この首長竜は発見された地層と発見者の名前から『フタバサウルス・スズキイFutabasaurus suzukii Sato, Hasegawa & Manabe, 2006』と命名され、新属新種として正式に記載された。
その後もいわき市石炭・化石館職員、財団法人いわき市教育文化事業団職員、いわき市アンモナイトセンター主任研究員を勤め、化石の発掘、調査、復元作業を行う傍らライフワークとしているサメとその歯の研究を進めている。
ナカヤマコウヨウクジラ
2003年には、1995年にいわき市中央台高久で道路建設工事中に発見されたクジラ類の化石について「ナカヤマコウヨウクジラ」と命名、木村敏之と長谷川善和と研究を重ね、2022年11月に新種であると発表した。

## インタビュー
- 「あの首長竜を50年前に高校生が発見した必然-フタバスズキリュウ｢発見50年｣-」（佐藤たまきと。『東洋経済オンライン』2018年8月13日付）